# Onésimo Cepeda Silva
Onésimo Cepeda Silva (Ciudad de México, 25 de marzo de 1937 - 31 de enero de 2022) fue un obispo católico mexicano. Fue el 1.er obispo de Ecatepec, desde 1995 hasta su renuncia en 2012.

## Biografía

### Formación
Onésimo nació el 25 de marzo de 1937, en la Ciudad de México. Estudió Derecho en la Universidad Nacional Autónoma de México (1956-1960), filosofía en el seminario de los Misioneros de Guadalupe (1961-1964) y teología en la Universidad de Friburgo (1966-1970).
Además del español, hablaba inglés, francés, italiano y alemán.

### Trayectoria
Originalmente se desempeñó como banquero y agente de bolsa, y más recientemente como director general de la banca privada en México. Conoció en 1964 al empresario Carlos Slim Helú, con quien fundó la Casa de Bolsa Inversora Bursátil, SA de CV, que más tarde se constituyó en Grupo Financiero Inbursa. Cepeda también trabajó con Roberto Hernández Ramírez, presidente de Grupo Financiero Banamex, y más tarde director ejecutivo de Banamex Citigroup; de Ingenieros Civiles Asociados (ICA) y en Televisa, así como otras empresas.[cita requerida]

### Sacerdocio
Cepeda se ordenó el 28 de octubre de 1970 en Cuernavaca. Se desempeñó en varios cargos en la mayoría de las oficinas de la Iglesia Católica. En 1989 fundó y fue el primer rector del Seminario Conciliar de San José, en Cuernavaca y también profesor de teología.[cita requerida]

### Episcopado
El Papa Juan Pablo II lo nombró obispo en 1995 de la entonces recién formada primera diócesis de Ecatepec. Recibió la ordenación episcopal el 12 de agosto de 1995 del arzobispo Girolamo Prigione, Nuncio Apostólico en México; los testigos fueron Manuel Pérez-Gil y González, Arzobispo de Tlalnepantla, y Luis Reynoso Cervantes, obispo de Cuernavaca. Fue Presidente de la Comisión Episcopal para las Comunicaciones Sociales y Asesor Legal de la CEM (1997-2000). Durante su episcopado fue objeto de crítica por su modo de vida ostentoso, y su interferencia continua en crítias políticas aun siendo obispo, igualmente se publicaron acusaciones de lavado de dinero y de tener cuentas millonarias.

#### Renuncia
El 8 de mayo de 2012 el papa Benedicto XVI aceptó formalmente la renuncia de Onésimo Cepeda Silva al puesto de obispo de Ecatepec en el Estado de México, apenas 44 días después que la presentó por cumplir la edad de jubilación obligatoria establecida en 75 años.

### Política
Para las elecciones de 2021, Monseñor Cepeda, buscaba ser diputado plurinominal por el distrito 21 local con cabecera en Ecatepec, Estado de México, por el partido de reciente creación Fuerza por México. Su postulación levantó polémica ya que monseñor Cepeda aparecía todavía como ministro de culto por la Conferencia del Episcopado Mexicano (CEM) en el Directorio de Ministros de Culto de la Dirección General de Asuntos Religiosos de la Secretaría de Gobernación (Segob). El presidente nacional de Fuerza por México, Gerardo Islas, quien precisó que todavía no había sido registrado, porque primero deben hacer un análisis legal sobre si puede o no contender por un cargo público, aunque Monseñor Cepeda ya estaba retirado como obispo. El obispo emérito de Ecatepec, monseñor Cepeda, habría renunciado a postularse tras registrar su precandidatura a la Cámara de Diputados para el municipio de Ecatepec por el partido de derecha Fuerza por México.[cita requerida]

### Fallecimiento
Falleció el lunes 31 de enero de 2022 a las 22:50 horas; a la edad de 84 años, por complicaciones debido a una infección generada en el hospital, así fue como lo informó su secretario en un comunicado oficial la Conferencia del Episcopado Mexicano y la Diócesis de Ecatepec.